# Lorenz Koch
Lorenz Koch (* 1661 in Höhenrain; † 1729 in Eichstätt) war ein deutscher Maler und Hofmaler der Barockzeit im Hochstift Eichstätt.

## Leben
Er ist als Hofmaler des fürstbischöflichen Hofes Eichstätt erstmals 1699 genannt, als sein Hofschutz um zwei Jahre verlängert wurde. Verheiratet war er mit einer gewissen Maria Anna. 1722 kaufte der nunmehr verwitwete, aber noch „vielbeschäftigte Meister“ das Anwesen Pedettistraße 5 (ehedem Rosengasse B 174), wo sein Schwager, der Innere Rat und Tuchscherer Reichard Beck(h) gewohnt hatte. Die vier Kinder Kochs veräußerten das „väterliche Haus“ 1730 (1979 abgebrochen).
Im Jahr nach Kochs Tod übernahm der kunstreiche Maler und wohl Kochs Schüler Joseph Dietrich (* 1696; † 1745) die Werkstatt und heiratete Kochs Tochter Anna Maria.

## Werke
- Vergoldung des Hochaltars und anderer Zierarten der Eichstätter Spitalkirche (1701/03)
- Fassung von drei Figuren des Hochaltars der Michaelskapelle in Berching (1702)
- Fassung von drei Figuren aus der Bildhauerwerkstatt von Christian Handschuher für die Kollegiatstiftskirche St. Emmeram in Spalt und Fassung des dortigen Hochaltars (1701)
- (Nicht spezifizierte) Malerarbeiten in der Kirche von Pfalzpaint (1710)
- Silberfassung zweier Brustbilder des Bildhauers Willibald Anton Handschuher für die Kirche von Sappenfeld (1715)
- Diverse Mal-Arbeiten (Hl. Geist, hl. Maria, hl. Joseph) sowie die Fassung der Kanzel der Kirche von Wolkertshofen (1715)
- Fassung der Hochaltars der Kirche von Adelschlag (1717/18; Zuweisung)
- Altarbilder der Seitenaltäre sowie Fassung aller drei Altäre der Kirche von Biesenhard (1718)
- Deckenfresken der Kirche von Hitzhofen (1722; Zuweisung) und Fassung von zwei Kruzifixen und Vergoldung von zwei Uhrzeigern dieser Kirche (1722; archivalisch belegt)
- Antependien der drei Altäre der Kirche von Petersbuch, das Hochaltar-Antependium von ihm beidseitig bemalt (1723)